# Otto Ferdinand von Loeben

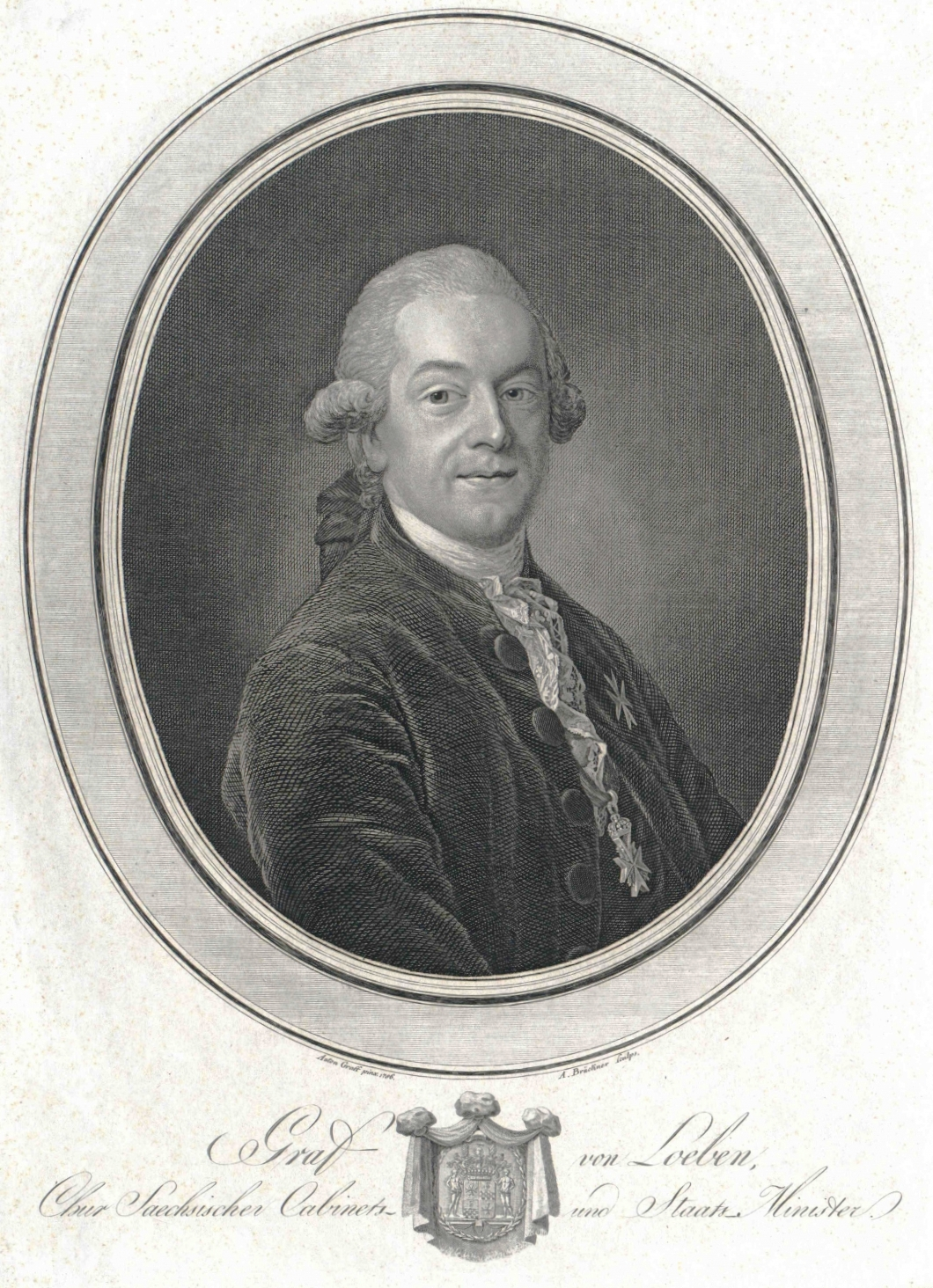
Stich von Friedrich August Brückner nach dem Gemälde von Anton Graff (1783) in der Dresdener Galerie

Otto Ferdinand von Loeben (* 18. Juni 1741 in Bautzen; † 12. September 1804 in Dresden) war ein deutscher Gesandter und Kabinettsminister.

## Leben
Otto Ferdinand von Loeben war ein Sohn des Landeshauptmanns des Markgraftums Oberlausitz Wolf Christian Albrecht I. von Loeben (1692–1750) und dessen Ehefrau Hedwig Elisabeth Sophie Vitzthum von Eckstädt (1713–1778). Er studierte in Leipzig, Göttingen und Erlangen und trat dann in kursächsische Dienste. 1767 berief man ihn ins Geheime Konsilium. 1772 wurde er als Johanniterordensritter investiert. 1774 wurde er Stiftskanzler in Merseburg und ein Jahr später zum Gesandten beim Reichstag in Regensburg ernannt. Eine Berufung zum Gesandten in Wien lehnte er 1779 wegen des damals gespannten politischen Verhältnisses zum Kaiserhaus ab und begab sich stattdessen auf eine Bildungsreise durch Europa. 1781 nahm er den Stiftstagen in Merseburg und Zeitz teil. Im Juli 1790 wurde Loeben von Kurfürst Friedrich August III. in den Reichsgrafenstand erhoben. Er nahm zweimal an der Kaiserwahl in Frankfurt am Main teil und weilte von 1797 bis 1799 in Rastatt als kursächsischer Vertreter bei den Verhandlungen des Reichsfriedenskongresses. Danach bekam Loeben den Posten eines Kabinettsministers und Staatssekretärs der inneren Angelegenheiten. Er starb nach längerer Krankheit in Dresden.
Otto Ferdinand von Loeben war in erster Ehe seit dem 14. April 1773 mit Auguste Christiane Dorothee (* 8. März 1744; † 29. November 1775), Tochter von Hannibal August von Schmerzing; gemeinsam hatten sie eine Tochter:
- Sophie Augusta (* 30. September 1775; † 16. Februar 1797), verheiratet mit dem sächsischen Gesandten Karl von Einsiedel (1770–1841).[1]

Er war in zweiter Ehe verheiratet mit Maria Carolina (1760–1825), Tochter des schwedischen Diplomaten Johann August von Greiffenheim (1712–1789); sie hatten die Kinder:
- Ferdinand August (* 1779)
- Louise (1780–1782)
- Otto Heinrich (1786–1825)
- Otto Karl (1789–1792)
- George Eduard (1791–1796)
- Karoline Sophie Henriette (1795–1798)
- Albrecht Edmund (1800–1875)